# Rue de l'Amiral-de-Coligny
La rue de l’Amiral-de-Coligny est une voie du 1er arrondissement de Paris, en France.

## Situation et accès

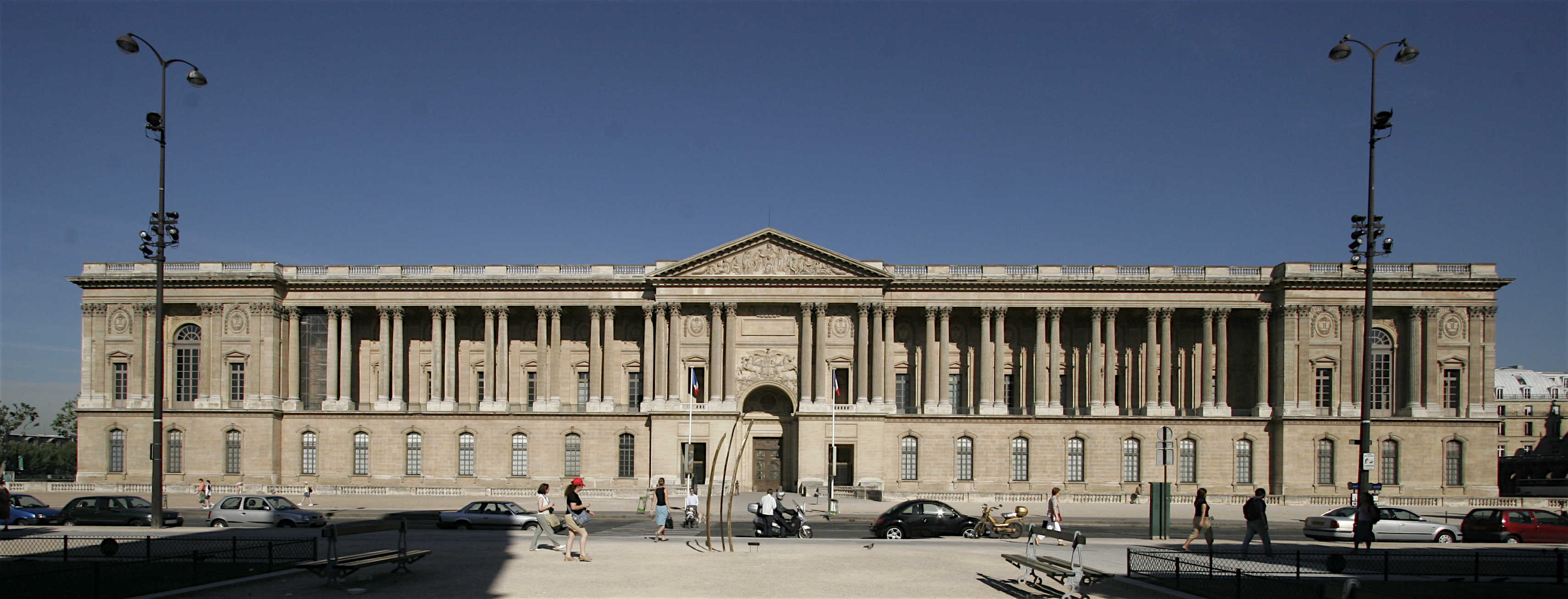
Place du Louvre, rue de l'Amiral-de-Coligny et colonnade du Louvre, en 2005.

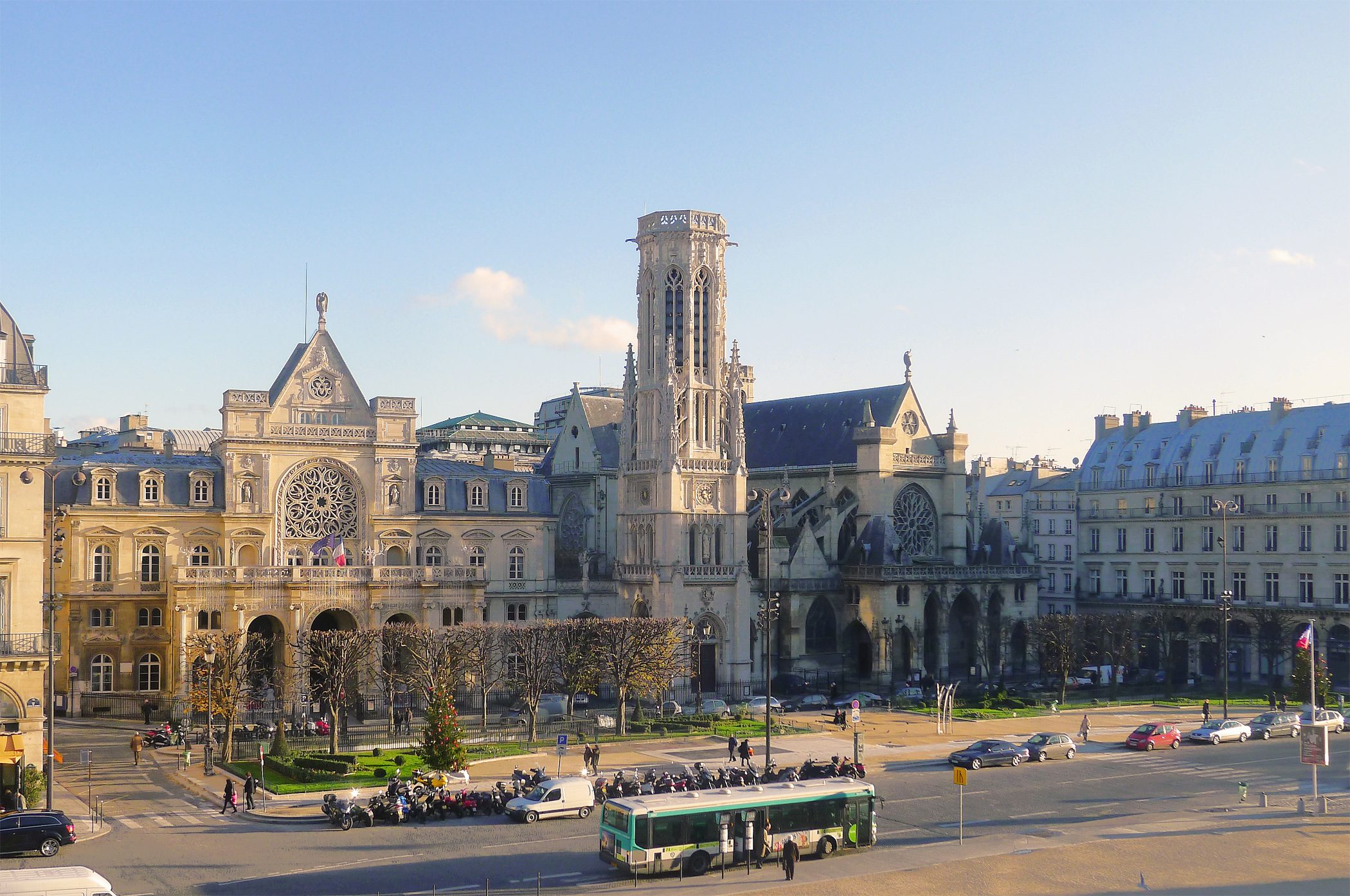
Place du Louvre vue du musée du Louvre.

Cette rue, perpendiculaire à la Seine et orientée nord-sud, commence à la rencontre des quais François-Mitterrand et du Louvre et débouche sur la rue de Rivoli, face à la rue du Louvre. Elle est longée :
- à l'ouest, par les douves sèches qui précèdent la colonnade du Louvre ;
- à l'est (pour sa plus grande portion), par la nouvelle place du Louvre.

Elle est desservie par la ligne 1 via la station Louvre - Rivoli.

## Origine du nom

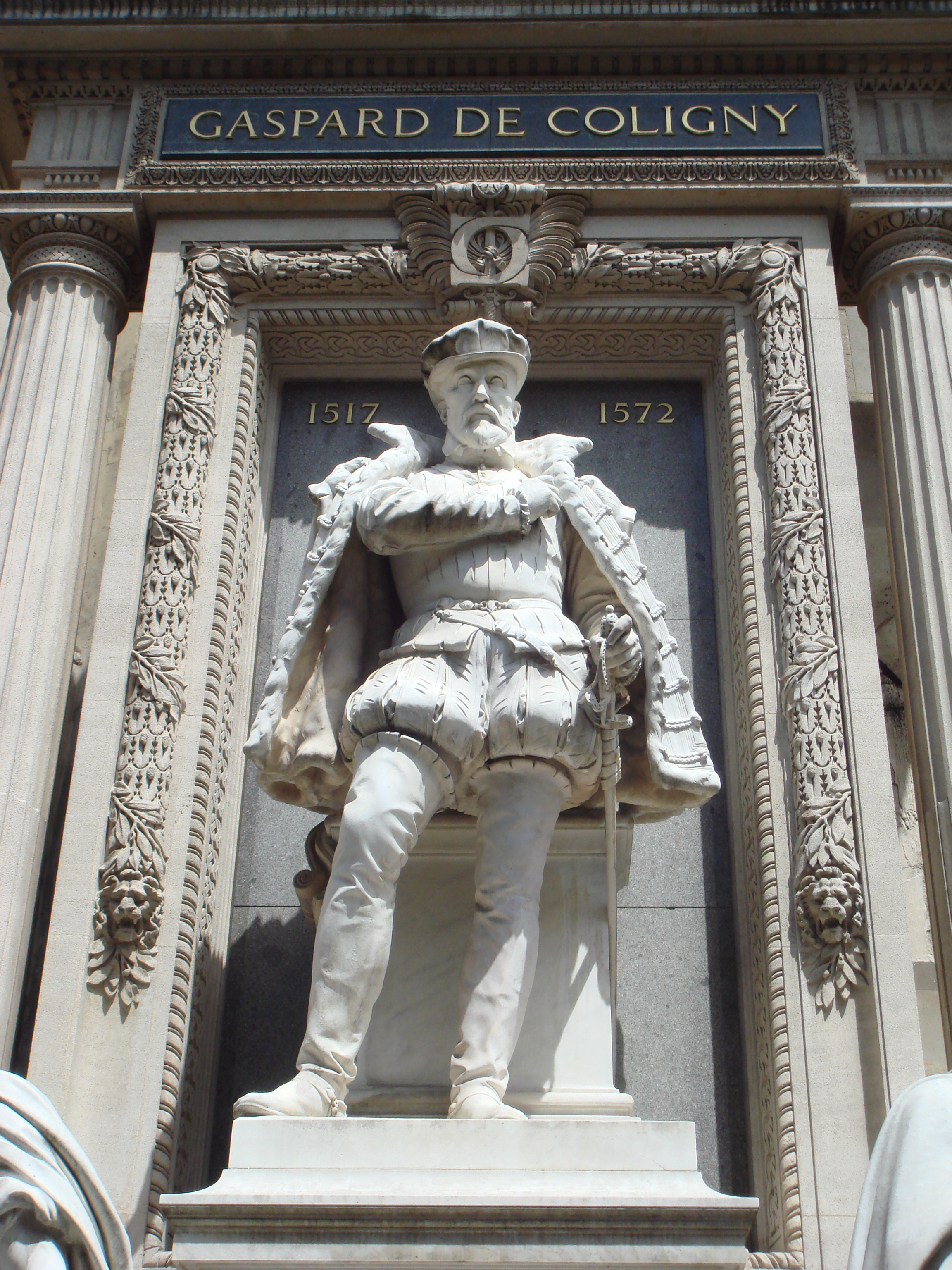
Monument à Gaspard de Coligny, par Gustave Crauck, au chevet du temple protestant de l'Oratoire du Louvre rue de Rivoli.

La rue a été nommée en l'honneur de Gaspard II de Coligny (1519-1572), amiral de France, huguenot, défenestré dans le quartier lors du massacre de la Saint-Barthélemy. De 1551 à 1555, il est gouverneur de l'Île-de-France et de Paris. Une statue à sa mémoire est élevée en 1889 au chevet du temple protestant de l'Oratoire du Louvre, au no 160 de la rue de Rivoli.

## Historique
Cette rue, formée en 1972 par le changement de dénomination de la partie sud de la rue du Louvre, elle-même créée en 1853, occupe l'emplacement d'une voie ancienne mentionnée en 1205 sous la dénomination rue des Poulies et qui fut renommée à maintes reprises.
Elle est renommée ainsi lors du 400e anniversaire du massacre de la Saint-Barthélemy. Le 23 octobre 1972, elle est inaugurée par Nicole de Hauteclocque, présidente du conseil municipal de Paris et nièce du maréchal Leclerc, avec le pasteur Allier, président de la Société de l'histoire du protestantisme français (SHPF), et de ambassadeur des Pays-Bas.

## Bâtiments remarquables et lieux de mémoire
- le palais du Louvre présente ici sa monumentale façade principale dite colonnade du Louvre, dont les fondations furent dégagées à partir de 1963 pour l'établissement de douves sèches, initiative alors largement contestée[3] ;
- la place du Louvre offre une belle vue sur l'ancienne mairie du 1er arrondissement de Paris flanquée de son beffroi, tous deux achevés en 1863, ainsi que sur l'église Saint-Germain-l'Auxerrois (XIIIe-XVe s.) ;
- Jardin mémorial de la Saint-Barthélemy, inauguré le 16 septembre 2022[4].
- au no 6 se trouve une plaque commémorative dédiée à l'industriel Jean-François Cail (1804-1871), qui indique qu'« il fit édifier cet immeuble en 1857 ».

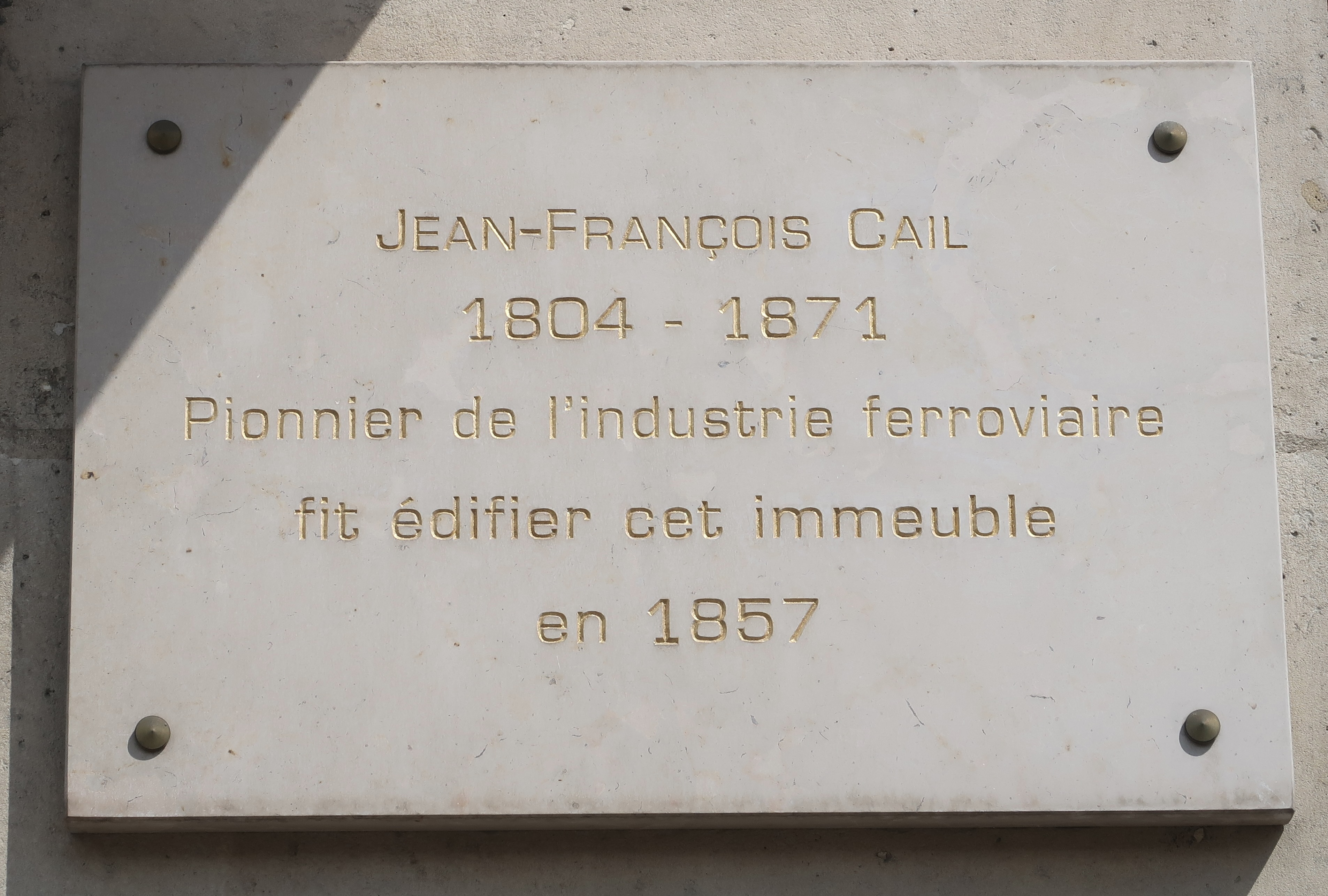
Plaque.

## Pour approfondir